# Rosemary Shrager
Rosemary Shrager, född Worlledge den 21 januari 1951 i London, är en brittisk kock, känd för sin roll som haute cuisine-kock i TV-programmet Ladette to Lady och som domare i Soapstar Superchef.
Andra TV-program som Shrager varit delaktig i är Kitchen Showdown With Rosemary Shrager, där hon vägledde ohälsosamma snabbmatsätande familjer att laga hälsosam mat.
Shrager har tidigare arbetat tillsammans med en annan domare i Soapstar Superchef, Jean-Christophe Novelli.
Rosemary Shragers senaste TV-program heter Rosemary Shrager's School for Cooks och sändes ursprungligen mellan år 2007 till 2008 på ITV. Programmet sändes även på Kanal 9 i Sverige, under namnet Rosemary Shragers kockskola. I programmet tävlade 10 amatörkockar om möjligheten att få arbeta på en restaurang med en Michelinstjärna.